# Bitwa pod Wołyniem
Bitwa pod Wołyniem (dzisiejszy Gródek w pow. hrubieszowskim; dawny gród Wołyń wchodzący w skład Grodów Czerwieńskich), znana także jako bitwa nad Bugiem – starcie wojsk późniejszego króla polskiego Bolesława Chrobrego z wojskami Jarosława Mądrego (księcia kijowskiego) na terenie Grodów Czerwieńskich nad Bugiem (obecnie wieś Gródek), które odbyło się 22 lipca 1018 r. podczas wyprawy kijowskiej.

## Wstęp
W 1018 roku książę Bolesław zdecydował się zaatakować Ruś, której przewodził Jarosław Mądry. Przyczyną podjęcia przez polskiego władcę decyzji o ataku była chęć przywrócenia na tron kijowski swojego zięcia Świętopełka, uwolnienie uwięzionej przez Jarosława nieznanej z imienia córki, a także chęć opanowania nadgranicznych terytoriów, tzw. Grodów Czerwieńskich. Dodatkową przyczyną konfliktu było zaatakowanie przez Jarosława (w 1017) polskiego Brześcia.
Po zebraniu wojsk polskich, posiłków niemieckich (300 wojów), węgierskich (500 wojów) i ruskich (sprzymierzonych Pieczyngów – 1000 wojów) Chrobry w lipcu ruszył na wschód. Do spotkania z wrogimi wojskami doszło 22 lipca pod Wołyniem.

## Przebieg bitwy
Siły obydwu stron były prawdopodobnie mniej więcej równe. Przeciwników rozdzielała rzeka Bug.
Bolesław rozkazał wybudować mosty. W trakcie prac obydwa wojska nawzajem sobie urągały, wymieniając się słownymi inwektywami.
W końcu, książę na czele swego wojska przeprawił się przez rzekę wpław, czym całkowicie zaskoczył wojska Jarosława, nieprzygotowane w tym momencie do boju. Zwycięstwo Chrobrego było zupełne.

## Po bitwie
Zwycięstwo wojsk Chrobrego umożliwiło Polakom ruszenie w pościg za umykającymi oddziałami wroga i wkroczenie po krótkim oblężeniu 14 sierpnia 1018 do Kijowa, w którym osadzono na tronie Świętopełka. Jednocześnie zdobyto na Rusi znaczne łupy. Jarosław Mądry wycofał się z wiernymi sobie oddziałami do Nowogrodu Wielkiego. Choć pobity, zdołał spalić jeden z grodów brata i przystąpił do zbierania nowych sił.
Wszystkich możliwości dawanych przez bitwę pod Wołyniem Bolesław ze Świętopełkiem nie wykorzystali, ponieważ nie przeprowadzili przeciwko Jarosławowi nowej kampanii, która definitywnie zlikwidowałaby niebezpieczeństwo dla rządów Świętopełka. Tymczasem już niecały rok później próbującego się mścić za swoje wypędzenie Świętopełka ponownie wygnano. Tym razem jednak z nieznanych powodów Bolesław Chrobry odmówił przywrócenia go na tron, układając poprawne stosunki z Jarosławem Mądrym.

## Upamiętnienie
Walki wojów polskich pod Wołyniem zostały po 1990 r. upamiętnione na Grobie Nieznanego Żołnierza w Warszawie napisem na jednej z tablic, „WOŁYŃ NAD BUGIEM 22 VII 1018”.

Nazwę 22 lipca nosi ulica w Przylepie, dzielnicy Zielonej Góry.

## Problem datacji i miejsca bitwy
Informacje o bitwie zostały przekazane przez trzech kronikarzy: Thietmara, Galla Anonima oraz Nestora. Poza wspólnym opisem, że do bitwy doszło nad jakąś rzeką i wojska Chrobrego pokonały przeciwnika przeprawiając się przez nią, poszczególne opisy znacznie różnią się w szczegółach:
- Opis Galla Anonima jest najbardziej bajkowy[potrzebny przypis]. Nie ma tam żadnej informacji pozwalającej zlokalizować miejsce bitwy[4].
- Informacja zawarta w Kronice współczesnego wydarzeniom biskupa Merseburga Thietmara jest dużo bogatsza. Jest to jedyna kronika, która podaje datę dzienną bitwy – 22 lipca, jednak podobnie jak u Galla Anonima brak tu informacji, gdzie doszło do samej bitwy[5].
- Ostatnim kronikarzem piszącym o wspomnianym wydarzeniu jest kronikarz ruski Nestor. W swoim dziele podaje on, że bitwa miała miejsce nad rzeką Bug w pobliżu grodu Wołyń[6]. Jest to jedyna informacja o miejscu stoczenia bitwy, problemem jest tu jednak identyfikacja grodu zwanego Wołyń. Do dziś nie ma pewności, czy dzisiejszy Gródek (powiat hrubieszowski) jest tożsamy ze średniowiecznym Wołyniem.

Analizując powyżej zaprezentowane dane należy pamiętać, że Nestor i Gall Anonim pisali swe dzieła po blisko stu latach od wspomnianego wydarzenia (Powieść minionych lat powstała około 1113 roku, a Kronika polska w przedziale od 1113 do 1116 roku). Powoduje to, że do zawartych tam informacji należy podchodzić ze szczególną ostrożnością, bowiem trudno jest powiedzieć, na jakich materiałach oparli się obaj autorzy, przedstawiając opis wydarzeń.